# Walter Bauer (teolog)
För trädgårdsarkitekten Walter Bauer, se Walter Bauer (trädgårdsarkitekt)
Walter Bauer, född 8 augusti 1877, död 17 november 1960, var en tysk teolog, som forskade om den tidiga kristendomens och kyrkans utveckling.

## Författarskap
I boken Rechtgläubigkeit u. Ketzerei im ältesten Christentum (Tübingen 1934; översatt till engelska som Orthodoxy and Heresy in Earliest Christianity 1971) utvecklade Bauer sin tes att under den tidiga kristendomen stod inte ortodoxi och heresi i en relation som primär respektive sekundär till varandra, utan i många regioner var heresin kristendomens ursprungliga manifestation. Som historiker omvärderade Bauer den helt dominerande synen att det redan från början var den kyrkliga doktrinen som var den primära medan heresi å andra sidan var en avviklse från det genuina.
Genom studium av historiska dokument kom Bauer till slutsatsen att det som kom att kallas ortodoxi bara var en av ett otal former av kristendom under de första århundradena. Det var den form av kristendom som praktiserades i Rom som fick det största antalet anhängare med tiden. Detta berodde huvudsakligen på de större reserser som var tillgängliga för de kristna i Rom och beroende på att den romerske kejsaren Konstantin I konverterade till kristendomen. De som utövade den religion som kom att kallas för den ortodoxa kristendomen skrev sedan om historien och framställde den som om deras version av kristendom alltid hade varit den dominerande. Skrifter som framförde andra uppfattningar förstördes systematiskt.
Bauers slutsatser stod i motsats till den kyrkohistoria såsom den dessförinnan beskrevs under 1600 år och möttes därför av stor skepticism av kristna akademiker såsom till exempel Walter Völker.
Den kulturella isoleringen av Nazityskland hindrade att Bauers slutsatser spreds under andra världskriget. Rechtgläubigkeit und ketzerei översattes slutligen till engelska 1970 och publicerades 1971. Bland internationella experter blev han känd för sin monumentala grekisk - engelska ordbok med grekiska ord från Nya Testamentet och andra tidiga kristna skrifter, Wörterbuch zu den Schriften des Neuen Testaments (engelsk översättning A Greek-English Lexicon of the New Testament and Other Early Christian Literature även känt som Bauers lexikon), som har blivit standard inom området.

## Tidig kritik
- Walther Völker, "Walter Bauer's Rechtgläubigkeit und Ketzerei im ältesten Christentum", översatt till engelska av Thomas P. Scheck i Journal of Early Christian Studies 14.4 (2006): 399-405.  Ursprungligen publicerad i Zeitschrift für Kirchengeschichte 54 (1935): 628–31.